# Attilio Miglio
Attilio Miglio (Novara, 27 novembre 1922 – ...) è stato un calciatore italiano, di ruolo portiere.

## Carriera
Dal 1941 al 1943 ha giocato in Serie C nella Sparta Novara; durante il secondo conflitto mondiale ha giocato nel Novara, con la cui maglia ha preso parte al campionato di Divisione Nazionale. Nella stagione 1945-1946 ha giocato 8 partite con l'Alessandria in Serie B, mentre l'anno seguente ha giocato in Serie A, facendo il suo esordio in massima serie il 22 settembre 1946 in Alessandria-Modena (1-3) e giocando poi una seconda partita sul campo della Juventus; nella stagione 1947-1948 ha giocato 31 partite in Serie B con la Vogherese. Dopo la retrocessione in Serie C della sua squadra è stato riconfermato, ed ha giocato per altri due anni in terza serie sempre alla Vogherese.